# فافنهوفن ان در گلون
فافنهوفن ان در گلون (به آلمانی: Pfaffenhofen an der Glonn) یک شهر در آلمان است که در ناحیه داخاو واقع شده‌است.

## خصوصیات
فافنهوفن ان در گلون ۲۰٫۹۰ کیلومترمربع مساحت دارد ۵۰۴ متر بالاتر از سطح دریا واقع شده‌است.